# أليسون مون
أليسون مون (بالإنجليزية: Allison Munn)‏ (مواليد 7 أكتوبر 1974 في كولومبيا)، هي ممثلة أمريكية بدأت مسيرتها الفنية عام 1999.

## الأعمال
- إليزابيث تاون
- القانون والنظام: الوحدة الخاصة للضحايا
- عرض السبعينات ذاك
- بوسطن العامة
- المسحورات
- تل الشجرة الواحدة
- فيلادلفيا دائما مشمسة
- نيكي ريكي ديكي ودون

## وصلات خارجية
- أليسون مون على موقع IMDb (الإنجليزية)
- أليسون مون على موقع ألو سيني (الفرنسية)
- أليسون مون على موقع أول موفي (الإنجليزية)
- أليسون مون على موقع قاعدة بيانات الفيلم (الإنجليزية)
- أليسون مون على موقع كينوبويسك (الروسية)